# Знаме на Белгород
Знамето на Белгород е един от официалните символи (заедно с герба) на град Белгород, Белгородска област, Руска федерация. Знамето е символ на единството и взаимодействието на жителите на града.
Настоящото знаме е одобрено на 22 юли 1999 г. с решение на Белгородския градски съвет на депутатите № 321 и е вписано в Държавния хералдически регистър на Руската федерация с регистрационен номер 978 през 2002 г.

## Описание
Знамето на град Белгород (синьо платно с бяла ивица в долната част) изобразява жълт лъв, стоящ на задните си крака с бял орел, извисяващ се над него. Градските символи са на повече от 300 години и се появяват по време на управлението на Петър I. Руският цар подарява герба на жителите на Белгород в чест на победата над шведите в битката при Полтава (1709 г.). През 1712 г. гербът е изобразен на знамето на Белгородския полк, който побеждава врага, а през 1727 г. става символ на новосформираната провинция.